# ジャンパースカート

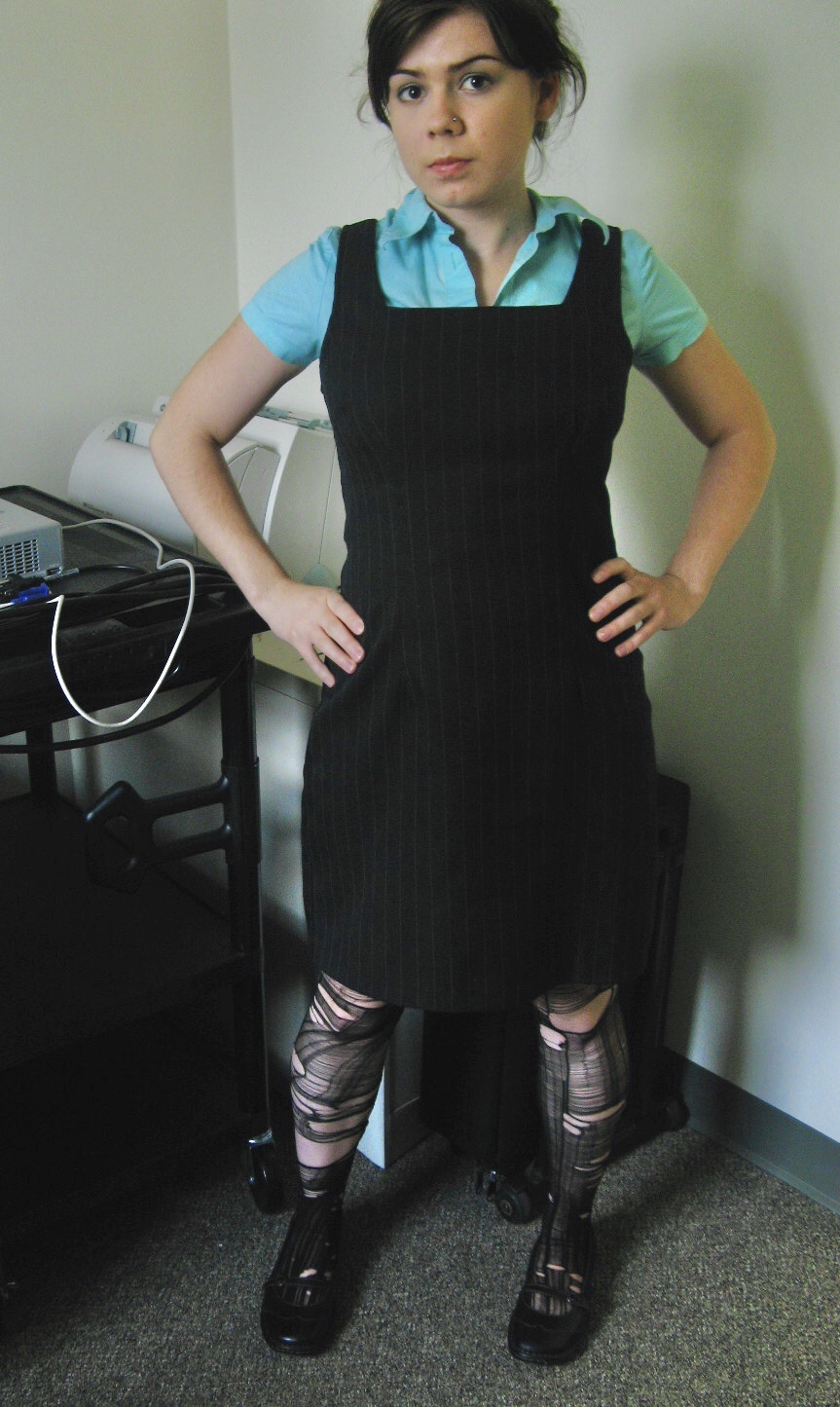
ジャンパースカートを身につけた女性

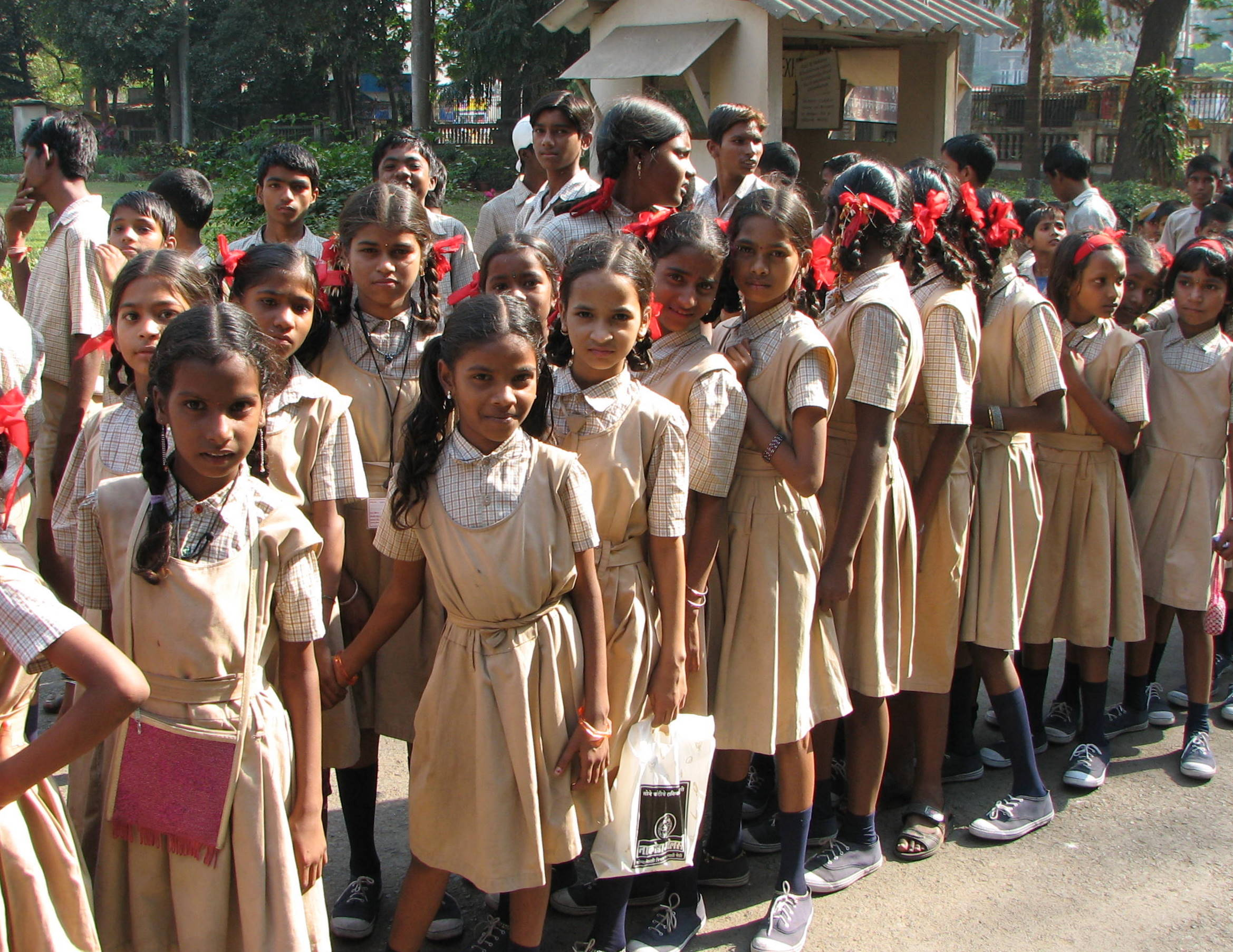
伝統的なピナフォアを意識したジャンパースカートの制服を身につけたインドの女学生

ジャンパースカート（和製英語: jumper skirt）は、袖の無いエプロン状の女性や女児用のワンピースの総称。ジャンパードレス、エプロンドレスと称されることもある。アメリカ英語ではジャンパードレス（jumper dress）または「ジャンパー」（jumper）といい、イギリス英語ではピナフォアドレス（pinafore dress)と言う。

## 概要
イギリス英語で言うjumper（ジャンパー）とは、ボタンやジッパー等がない上から被って着るプルオーバー、特にセーターを意味する。「ジャンパードレス」とは、その名の通り、jumper（セーター）の上から着られるエプロン状の衣服のことを指す。「ピナフォア」と呼ばれる、胸当てと肩ひもを備えたエプロンのデザインを元にした衣服だが、背中が開いていない点でエプロンとは違っている。
通常ブラウス、シャツ、セーターなどのトップスの上に着用し、一枚では着ない。襟や短い袖がつくものもある。活動的で胴を締め付けないので、子供服、制服、マタニティドレスに取り入れられることが多い。胸当て付きのサロペットスカートや、紐で吊る吊りスカートもジャンパースカートに含まれる場合もある。ワンピースは袖がありそれ一枚で着用するもので、ジャンパースカートとは区別される。

## 呼称
「ジャンパードレス」とは「ジャンパー（セーター）の上から着られる衣服」という意味だが、アメリカ英語には「ジャンパー」と呼ぶものが存在しないため、アメリカではジャンパードレスのことを単にジャンパーと呼ぶことがある。
イギリス英語ではpinafore dress（ピナフォアドレス）と言う。エプロン(apron)であるピナフォアの背中が開いているのに対し、衣服（dress）であるピナフォアドレスは背中が開いていない点が違っているが、現代のイギリスにおいては、日常語レベルでは細かく区別せず、しばしば「pinafore」と「pinafore dress」の言葉が混同されており、「pinafore dress」のことを略して「pinafore」、あるいは「pinny」(ただし、「pinafore」同様本来はエプロン(apron)と同義の意味しか持たない)などと呼んでいる。
アメリカ英語でpinaforeと言った場合、「胸当てと紐の付いた普通のエプロン」以外の意味はない。ただし、pinaforeとapronの言葉が混同されており、pinaforeではないエプロンのことをpinaroreと呼んでいることがある。
日本ではエプロンとドレスの言葉の区別がついておらず、しばしばピナフォアエプロンのことをエプロンドレスと呼んでいる。衣服の背中が開いていない場合はドレスであり、「エプロンドレス」タイプのジャンパースカート（ピナフォアドレス）のことを意味するが、背中が開いている場合はドレスではなくエプロンであり、ピナフォア（ピナフォアエプロン）のことを意味する。いずれにしても日本語で言うエプロンドレスは、現代人が料理をするときなどに着るエプロンとしてのピナフォアではなく、19世紀にイギリスで主に女児向けの衣服として着られていた伝統的なピナフォアをイメージしているものが多い。「ジャンスカ」と略称される。